# Chassey-lès-Scey
Chassey-lès-Scey is een gemeente in het Franse departement Haute-Saône (regio Bourgogne-Franche-Comté) en telt 111 inwoners (2011). De plaats maakt deel uit van het arrondissement Vesoul.

## Geografie
De oppervlakte van Chassey-lès-Scey bedraagt 4,5 km², de bevolkingsdichtheid is dus 24,7 inwoners per km².
De onderstaande kaart toont de ligging van Chassey-lès-Scey met de belangrijkste infrastructuur en aangrenzende gemeenten.

## Demografie
Onderstaande figuur toont het verloop van het inwonertal (bron: INSEE-tellingen).